# 高木長之助
高木 長之助（たかき ちょうのすけ、1948年10月26日 - 2016年12月6日）は、日本の柔道家（講道館9段）。千葉県出身。
選手として1973年の世界選手権大会で金メダル、75年の同大会で銅メダルを獲得。引退後は指導者として日本大学柔道部の総監督を務める傍ら、全日本柔道連盟理事や全日本学生柔道連盟副会長等を歴任した。

## 経歴

### 生い立ち
千葉県は房総半島の先端、安房郡白浜町（現・南房総市）にて、半農半漁の家に生まれる。海に面した土地柄のため幼少時の遊びはもっぱら海の素もぐりで、アワビ・サザエ等の海産物を獲っては食べるというのが日課だった。
小学校では水泳をやっていたがレギュラーにはなれず、町立白浜中学校への入学と同時に柔道部に入部。この頃のクラブ活動は野球・水泳・柔道の3つが主流で、当時身長160cm・体重60kgの高木は、その大柄な体格から柔道部に勧誘されたのがきっかけだった。名伯楽として名高い三田悦克が率いるこの柔道部は当時千葉県大会で連覇を繰り返す強豪で、高木が後々まで“指導者としての原点”と語る白浜中学での3年間の稽古は、サーキットトレーニング等も取り入れた、当時の練習方法としては非常に画期的なものだった。
1964年に中学卒業後は県立安房高校へ進学。2年先輩に後に世界チャンピオンとなる篠巻政利がおり、毎朝6時に起きては、朝練で篠巻を相手に500本の打ち込みをこなした。1日2時間程度の柔道部での練習では飽き足らず、帰宅してからも自主的に走ったり、手作りのバーベルを上げるなどして柔道家としての素地を築いていった。
高校3年次には青森インターハイへ出場。重量級の優勝候補の1人に数えれながらも、団体・個人とも結果を残す事はできず。一方、千葉県代表の一員として出場した同年の国体では千葉県チームの準優勝に貢献した。

### 日本大学から警視庁へ
1967年に日本大学経済学部に入学するも、当時の世は学生運動の真っ盛りで、日本大学も例外ではなかった。2年次の6月から3年次の秋までは学園ストの影響で授業ができず、柔道部は一日中稽古をしていた。そのおかげで1969年の全日本学生大会にて、日本大学は決勝戦で拓殖大学を破り優勝を飾っている。
4年次の1970年には、学生ながら全日本体重別選手権大会の重量級で優勝。将来を迷っていた高木は、この優勝がきっかけで柔道家としての生涯を貫く事を決意し、卒業後は柔道環境が最も整っていた警視庁へ入庁。実業団柔道部が盛んではなかった当時、柔道で生きるには警視庁・神奈川県警・愛知県警・大阪府警・福岡県警のいずれかに入る事が定番とされた時代であり、高木も入庁に際して柔道専門家としてのプロの自覚を持ったと語っている。
“柔道日本一”の称号を懸けて争う1973年4月の全日本選手権大会では笹原富美雄、重松義成らを破り決勝進出。決勝戦の相手は2歳年下の上村春樹（旭化成）だった。10分間の試合は、9分過ぎまで終始高木の優勢で進んだが、試合時間残り30秒の上村の背負投で1回転してしまい、これが響いて判定負けとなった。
同年6月にスイス・ローザンヌで開催された世界選手権大会には重量級（93kg超級）の代表として出場。無差別級代表の篠巻政利が1回戦で負傷棄権するというプレッシャーの中、高木も4回戦で判定負けを喫するが、その後の敗者復活戦を勝ち上がり、逆転の金メダルを獲得した。

### 届かなかった全日本
重量級世界チャンピオンとして臨む1974年の全日本選手権大会はまさかの地区予選敗退で、本大会に出場できず。
1975年は全国警察選手権大会で優勝。4月の全日本選手権大会は佐藤宣践、二宮和弘らを降して決勝戦に進出するも、上村春樹との決勝戦では試合終了間際の浮技で宙を舞い、またも判定負けであった。同年10月のウィーン世界選手権大会では銅メダルを獲得。
29歳で迎えた1978年の全日本選手権大会では、3度目の決勝進出なるも、東海大学学生の山下泰裕の大外刈で一本負け。後に「この時、自分が踏み込めない新しい時代の到来を感じた」と高木は語っている。
全日本選手権大会には結局10度出場し、準優勝3回・第3位2回と安定した成績を残しながら、終に優勝する事はなった。日本人柔道家で、世界選手権大会やオリンピックの重量級ないし無差別級を制しながらも全日本を獲れずに引退したのは、2018年現在で高木のほか須磨周司（1969年世界大会重量級優勝）、二宮和弘（1973年世界大会無差別級優勝）、棟田康幸（2003年大会重量級および2007年大会無差別級優勝）の3名のみである。
雑誌『近代柔道』のインタビューで、あと一歩の所で全日本タイトルを獲れなかった理由を問われた高木は「時間に余裕があり過ぎたでしょうか」と述懐しつつも、「コンプレックスでもあり、指導者として自分の支えにもなっている」と語っていた。

### 指導者として
33歳で現役引退後は母校・日本大学にてスカウトやコーチを務め、1984年には13年間務めた警視庁を退職して日本大学の監督に就任。以降は夕方5時まで大学職員として働き、勤務後は急いで道場に駆け付けて部員の指導に当たるという生活を続けた。高木が「俺の指導は殆ど三田先生の模倣」と語っていた通り、中学時代の恩師である三田悦克の自由な発想を踏襲し、部員達に冬場の2ヵ月間柔道衣を着させずひたすら基礎トレーニングを課すなど、これまでにないユニークな特訓法の研究・試行・改良というプロセスを大事にしていた。
1985年の全日本学生大会では4年生の渋谷恒男（のち帝京大学監督）や1年生の金野潤（現日本大学監督）らを率いて監督就任後初優勝。その後も永い監督生活の中で全日本学生大会のタイトルを2度獲得。
監督としての思い出を問われた高木は、金野の全日本選手権大会初優勝（1994年）と瀧本誠の五輪金メダル（2000年）という、嘗（かつ）ての教え子達の卒業後の活躍2つを挙げていた。とりわけ全日本制覇という自身の無し得なかった夢を叶えた金野の優勝には喜びを爆発させ、その祝賀会では普段絶対に口にしなかった酒を勧められるがままに飲んでいたという。
また、自身が「無名の選手を磨き育てあげた時が一番嬉しい」と語るように、賀持道明の世界選手権大会出場（1991年）も忘れられない思い出であった。
柔道界においては全日本柔道連盟の理事や大会事業委員会副委員長、教育普及委員会委員長、全日本学生柔道連盟の副会長や事務局長といった要職を歴任。
その後も日本大学の柔道部総監督として、信頼する金野潤監督や田辺陽子コーチらと共に後進の指導に当たった。「社会人として立派な柔道家の養成」をモットーとし、部員には柔道部の稽古よりも授業への出席を優先する事を義務付けていたという。

### 突然の死
かつて高木の薫陶を受けた金野潤によれば「自分の学生時代は（高木先生に）褒められるという事は皆無で、指導は厳格そのもの」との事だが、自身の指導にも改良を重ね続けた高木はやがて学生にも傾聴し、とりわけ女子柔道部の面倒も見るようになってからは褒めて育てる方針へと変遷していったという。
気さくでいつもニコニコし、周囲の近しい人達からは畏敬を込めて“長さん”と呼ばれていた。60代後半を迎えて一層元気に後進の指導に勤しみ、2015年には日本大学出身者で久し振りの全日本王者となった原沢久喜の活躍を喜んでいた。
2016年には心筋梗塞を患うも、入院を翌日に控えた12月4日にはグランドスラム・東京会場の東京体育館に顔を出し、翌5日には朝6時からの女子部の朝稽古に立ち会っていた。同日入院して、バイパス手術を受ける直前にもベッドの上で息子に「週末には退院したいんだ」と笑顔で語っていたという。しかし6日に行われた手術中に容態が急変し、68歳で急逝。
通夜と葬儀は東京都練馬区の江古田斎場で執り行われ、柔道関係者ほか1,000人以上が弔問に訪れてその早過ぎる死を悼んだ。

## 人物
現役時代は重量級の第一人者として活躍したが、いわゆる“アンコ型”の体型ではなく、身長187cm・体重105kg（大学時代の全盛時は95kg）と、長身細身のタイプであった。皮下脂肪とは無縁で1500mを5分で走り、左右の握力は90kgを記録するなど怪力の持ち主でもあった。その長身から繰り出す大外刈が得意技で、とりわけ大外刈りに関しては、現在の選手達が多用するケンケン大外刈に警鐘を鳴らしていた。
高木は、その大きな図体とは裏腹にきめ細かな性格で、学生達への指導に対する想いには余念が無かった。
若い頃には中古のベンツを乗り回し、周囲に笑われる事もあったが「柔道をやって世界チャンピオンになれば外車にも乗れると示す事で、学生に夢を持たせたい」と語っていたという。
また、ある時日本大学の寮でゲストの柏崎克彦と風呂に入っていて、学生が柏崎に「背中を流しましょうか」と声を掛けてきた際に「自分でやるからいいよ」とこれを断ると、後で高木が「柏崎、あれは駄目だよ。あの態度だと学生は次にお客さんが来ても、背中を流しましょうかと声を掛けなくなってしまう。折角の厚意を受けてやらないと。」と諭していた。柏崎は、「それを聞いて、長さんの指導者としての感性を見た思いだった」と語っている。
白浜中学校時代の恩師・三田悦克の信念であった「文武両道」を生涯重んじ、学生柔道界での単位取得制度（最低単位に満たない学生は試合に出場できない制度）の確立に尽力した。柔道選手としての強化にのみ傾倒すると柔道が社会的に認められなくなり、村社会化してしまう事を常に危惧していたという。前述の通り自身が学生運動の影響で思う存分授業を受けられなかった影響もあってか、「学生達に将来社会に出てから惨めな思いをさせたくない」という想いからの高木なりの気遣いであった。
視覚障碍者の大会を積極的に支援し、「世の中にはハンディを背負いながらも柔道を修行して、元気に生きている人達がいる事を学生達にも知っておいて欲しい」と高木。多くの学生を大会ボランティアとして運営に携わらせたりもしていた。

## 主な戦績
- 1970年 - 全日本選抜体重別選手権大会（重量級） 優勝
- 1972年 - 全日本選抜体重別選手権大会（重量級） 2位

- 全国警察選手権大会 2位
- 1973年 - 世界選手権大会（重量級） 優勝

- 全日本選手権大会 2位
- 1974年 - 全国警察選手権大会 2位
- 1975年 - 世界選手権大会（重量級） 3位

- 全日本選手権大会 2位
- 全国警察選手権大会 優勝
- 1976年 - 全日本選手権大会 3位

- 全日本選抜体重別選手権大会（重量級） 2位
- 1977年 - 全日本選手権大会 3位

- 全国警察選手権大会 2位
- 1978年 - 全日本選手権大会 2位

- 嘉納杯（95kg超級） 優勝
- 全国警察選手権大会 優勝
- 1979年 - 全国警察選手権大会 3位
- 1980年 - 全日本選抜体重別選手権大会（95kg超級） 3位

- 全国警察選手権大会 3位